# Mammillaria heyderi
Mammillaria heyderi es una especie perteneciente a la familia Cactaceae. Es endémico de Sonora, Chihuahua  en México y Arizona y Texas en Estados Unidos. Su hábitat natural son los áridos desiertos.

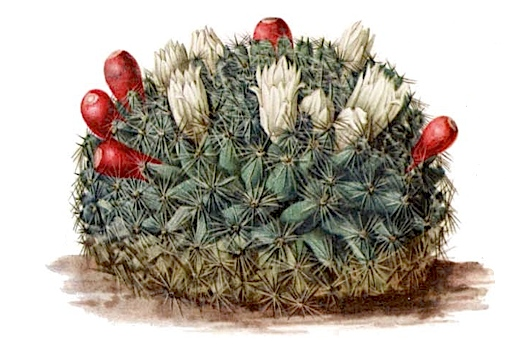
Detalle de flores y frutos

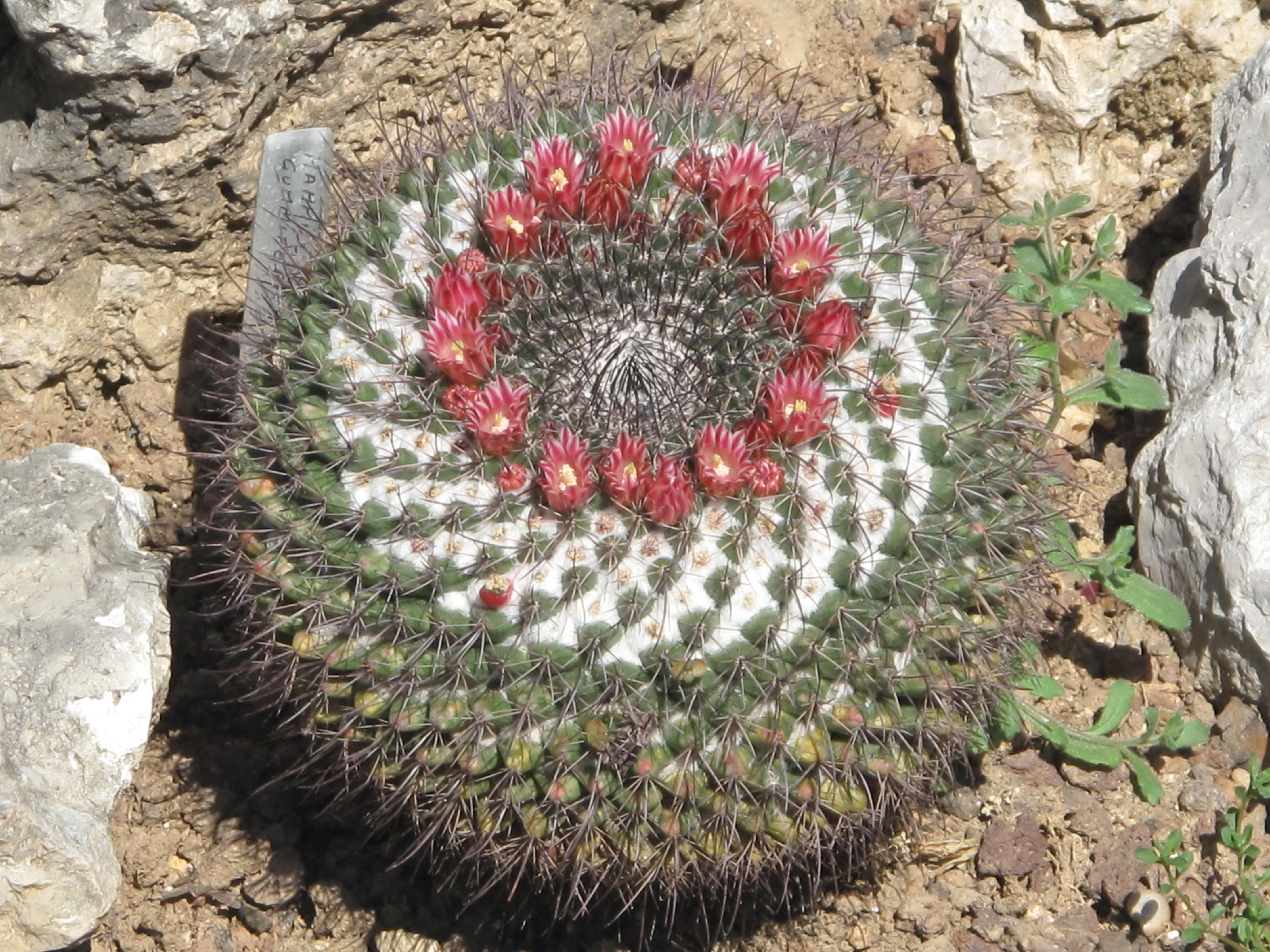
Visto desde arriba

## Descripción
Es una planta perenne carnosa y globosa que crecer solitaria. Los tallos deprimidos, globulares, alcanzan un tamaño de hasta 5 cm de alto y de 8 a 12 centímetros de diámetro. Las areolas son piramidales o cónicas extendidas en forma de verrugas y no contienen látex. Tiene 1-2 espinas centrales,  a veces ausentes, de color oscuro de 0,3 a 1 centímetro de longitud. Las 6-22 espinas radiales son de color blanco de 0,6 a 0,8 centímetros de largo. Las flores son de color muy diferente, pueden ser de color rosa, crema o de color blanco. Los frutos son de color rojo. Contienen semillas de color marrón rojizo.

## Distribución
Mammillaria heyderi se encuentra en los estados de los EE. UU. de Arizona y Texas, y en el norte de México en los estados de Chihuahua, Coahuila, Durango, Nuevo León, San Luis Potosí, Sonora, Tamaulipas, Veracruz y Zacatecas.

## Taxonomía
Mammillaria heyderi fue descrita por Fr. Muehlenpfordt y publicado en Allgemeine Gartenzeitung 16(3): 20, en el año 1848.
Etimología
Mammillaria: nombre genérico que fue descrita por vez primera por Carolus Linnaeus como Cactus mammillaris en 1753, nombre derivado del latín mammilla = tubérculo, en alusión a los tubérculos que son una de las características del género.
El epíteto de la especie heyderi fue nombrado en honor del experto en cactus alemán, Edward Heyder (1808-1884) de Berlín.
Sinonimia
- Mammillaria gummifera
- Mammillaria applanata
- Mammillaria hemisphaerica
- Mammillaria meiacantha
- Mammillaria macdougalii
- Neomammillaria gaumeri
- Mammillaria gaumeri
- Mammillaria parrasensis[4]

## Nombre común
- Español: Biznaga chilitos